# John Persaud
John Derek Persaud (ur. 28 sierpnia 1956 w Georgetown) – gujański duchowny rzymskokatolicki, sekretarz generalny Konferencji Episkopatu Antyli (AEC) w latach 2014–2018, biskup diecezjalny Mandeville od 2020.

## Życiorys
John Derek Persaud urodził się 28 sierpnia 1956 w Georgetown (Gujana). Uczęszczał do Wyższego Seminarium Duchownego św. Jana Vianneya i Męczenników Ugandy w Trynidadzie (1975–1984). Studiował również w Rzymie (1997–1999), uzyskując licencjat z prawa kanonicznego na Papieskim Uniwersytecie Urbaniana. Święcenia prezbiteratu przyjął 14 lipca 1985.
Po święceniach pełnił następujące funkcję: 1985–1992: wikariusz parafii katedralnej św. Jerzego w Georgetown; 1992–1997: proboszcz parafii Różańca Świętego; 1999–2001: kanclerz kurii diecezjalnej; 2000–2001: proboszcz parafii Wniebowstąpienia Pańskiego; 2001–2012: administrator katedry i wikariusz generalny; 2012–2014: wikariusz sądowy Sądu Metropolitalnego; 2014–2018: sekretarz generalny Konferencji Episkopatu Antyli (AEC); 2019–2020: wikariusz generalny i wikariusz ds. Duchowieństwa, administrator katedry oraz sędzia sądu Wschodnich Antyli.
19 czerwca 2020 papież Franciszek prekonizował go biskupem diecezjalnym Mandeville. 19 września 2020 otrzymał święcenia biskupie i odbył ingres do katedry św. Pawła od Krzyża. Głównym konsekratorem był arcybiskup Fortunatus Nwachukwu – nuncjusz apostolski Trynidadu i Tobago, któremu asystowali Kenneth Richards, arcybiskup metropolita Kingston i Charles Dufour, emerytowany arcybiskup Kingston.